# Sinfonía n.º 7 (Shostakóvich)

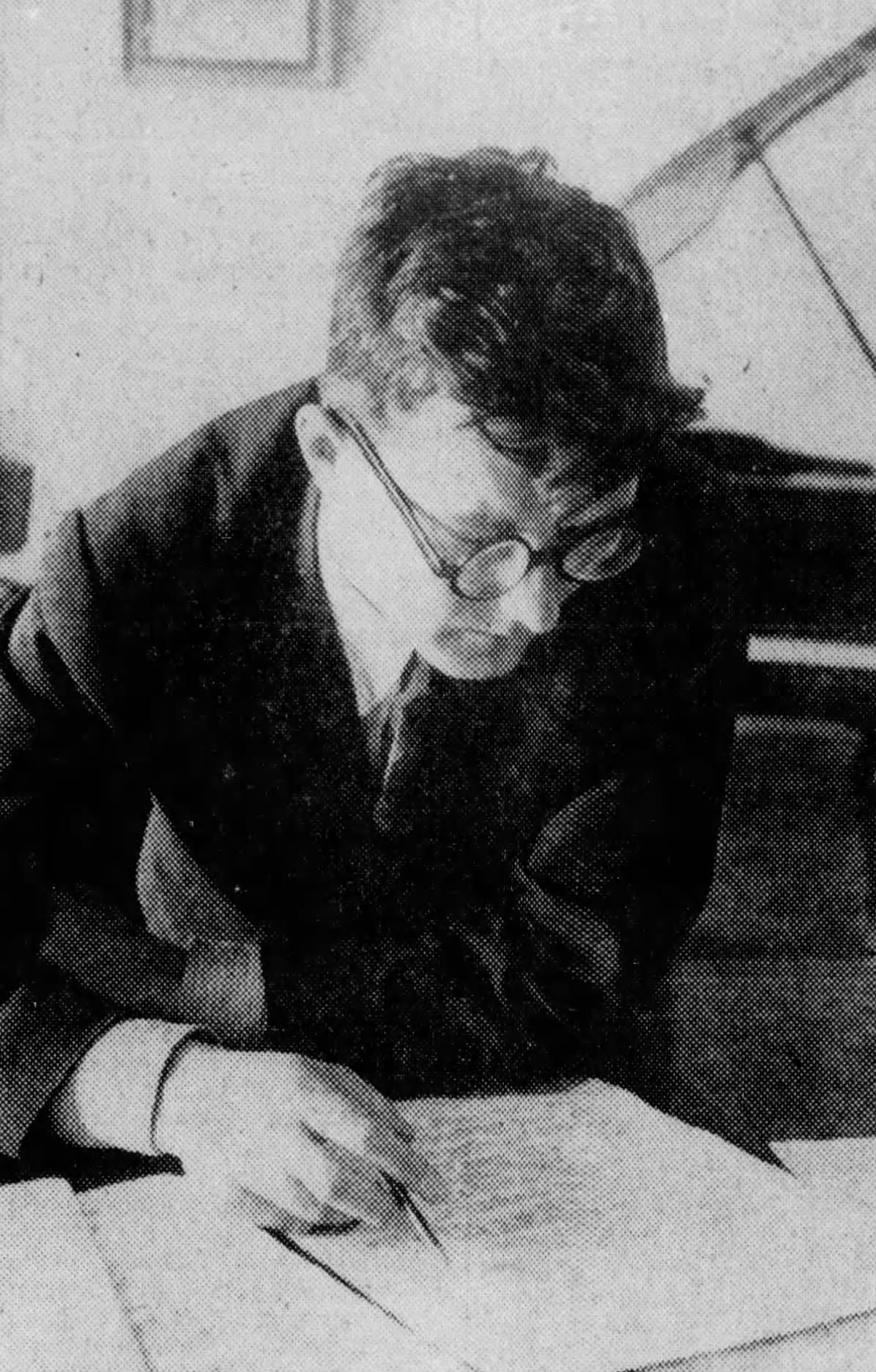
Shostakóvich en 1942.

La Sinfonía n.º 7 en do mayor, Op. 60, subtitulada Leningrado, fue compuesta por Dmitri Shostakóvich en 1941. Es una de las sinfonías más conocidas del compositor y también la más larga: entre 75 y 80 minutos.

## Historia

### Composición
Durante la Segunda Guerra Mundial, conocida en la Unión Soviética como la "Gran Guerra Patria" se podría decir que Shostakóvich compuso un trío de Sinfonías de guerra (n.º 7, n.º 8 y n.º 9), al igual que su compatriota Serguéi Prokófiev escribió la trilogía de las llamadas Sonatas de guerra para piano (n.º 6, n.º 7 y n.º 8).
- La Sinfonía n.º 7 Leningrado es una obra programática que representaba el heroísmo de los defensores de la ciudad Leningrado, que en el momento de la composición vivía un dramático asedio por parte de los invasores nazis en la Segunda Guerra Mundial.
- La Sinfonía n.º 8 Stalingrado es más introspectiva, concentrada y violenta que la anterior, que profundiza en la tragedia de la "Gran Guerra Patria". No está rodeada de la controversia de la anterior y es una obra mucho más profunda. Al igual que su predecesora, destila una atmósfera de guerra y lucha, de pérdida y esperanza. Pero aquí el dolor y la destrucción se convierten en los temas dominantes, sustituyendo a los admirables pero más ingenuos temas de heroísmo y triunfo de la n.º 7.[4]
- La Sinfonía n.º 9 presenta una forma de suite en cinco movimientos, de carácter alternativamente satírico y melancólico. Esto indignó a las autoridades estalinistas que esperaban una apoteosis triunfal.

La Sinfonía n.º 7 fue escrita por Shostakóvich después de haber sido trasladado fuera de su sitiada ciudad natal de Leningrado. Se trata de un himno patriótico a su ciudad y a su país, así como un grito de guerra a los enemigos fascistas. Según el propio compositor quería expresar musicalmente a su país en guerra. Inicialmente cada movimiento iba a tener un subtítulo que serviría para dar una idea programática de la obra. Los subtítulos eran: "Guerra", "Memorias", "Los grandes espacios de mi patria", "Victoria". Finalmente el maestro ruso desistió de ponerlos, pero comentó: «la ausencia de subtítulos no debe privar a los espectadores de descubrir mi programa». En las memorias escritas por Solomon Volkov se encuentran comentarios que parecen ampliar esta idea: no se la puede considerar simplemente como una reacción al ataque de Hitler. Más tarde confesó a Volkov: «El tema de la invasión no tiene nada que ver con el ataque. Pensaba en otros enemigos de la humanidad cuando compuse este tema. No tengo nada en contra de denominar a la séptima sinfonía Leningrado, pero no se trata del Leningrado asediado, se trata del Leningrado que Stalin ha destruido y Hitler no ha hecho más que acabar su obra».

### Estreno
El estreno de la obra se celebró el 5 de marzo de 1942 en Kúibyshev con la interpretación de la Orquesta del Teatro Bolshói de Moscú bajo la dirección de Samuil Samosud. Kúibyshev, actual Samara, era la capital temporal de la Unión Soviética durante la batalla de Moscú. 
El 9 de agosto de 1942 la sinfonía se interpretó en el recinto de la Orquesta Filarmónica en Leningrado, durante el peor momento del cerco a la ciudad. Hasta las ratas habían desaparecido engullidas por los humanos, que empezaron a practicar el canibalismo. Los músicos estaban famélicos, la orquesta había sido diezmada por el hambre y la guerra, y las condiciones de subsistencia eran terribles. Algunos no tenían fuerza ni para soplar sus instrumentos de viento; es más, algunos murieron por el esfuerzo durante el ensayo, que fue el primero y el único y se terminó apenas a los quince minutos, dada la poca energía que tenía la pequeña banda de supervivientes. Fue necesaria una muy meticulosa contrapreparación de artillería para evitar un ataque directo al teatro, donde se encontraba presente la plana mayor del Ejército Rojo, el Partido Comunista y el gobierno soviético de la ciudad; además, se transmitió por radio a todo el pueblo y por la ciudad a través de altavoces, lo que implicó que también la escucharan los alemanes, quienes intentaron detener la interpretación cañoneando el teatro, sin lograrlo.
Su estreno en la Unión Soviética fue noticia mundial y los directores de orquesta Arturo Toscanini, Leopold Stokowski y Serguéi Kusevitski se disputaron los derechos de estreno en Occidente. Toscanini dirigió el estreno estadounidense el 19 de julio de 1942 en Nueva York. Las partituras fueron llevadas en microfilmes en el apogeo de la batalla del Atlántico. 

## Instrumentación
La partitura está escrita para una orquesta gigantesca formada por:
- Viento madera: 3 flautas (la tercera doblando al flautín; la segunda doblando la flauta alto), 3 oboes, 1 corno inglés, 3 clarinetes en si bemol y en la (el tercero doblando al requinto), 1 clarinete bajo, 2 fagotes y 1 contrafagot.
- Viento metal: 8 trompas, 6 trompetas, 6 trombones y 1 tuba.
- Percusión: 5 timbales, bombo, caja (al menos una; se recomiendan dos o tres), platillos, tam-tam, triángulo, pandereta y xilófono.
- Teclado: piano.
- Cuerda: 2 arpas y una sección de cuerdas con un mínimo de 16 violines I, 14 violines II, 12 violas, 10 violonchelos y 8 contrabajos.

## Estructura y análisis
La sinfonía consta de cuatro movimientos:
- I. Allegretto, en do mayor
- II. Moderato (poco allegretto),
- III. Adagio,
- IV. Allegro non troppo,

La interpretación de esta obra dura aproximadamente entre 75 y 80 minutos, siendo la más larga del compositor. Se trata de una obra de temas banales y clímax ampulosos, pero la imaginación y la disciplina de Shostakóvich han fundido lo banal y lo ampuloso en una obra musical sobrecogedora.

### I.Allegretto
El primer movimiento, Allegretto, está escrito en la tonalidad de do mayor, en compás de 4/4 y sigue la forma sonata modificada con dos temas contrastantes pero sin desarrollo. Es el movimiento más conocido de esta sinfonía y tiene una duración de casi media hora. Contiene temas en do mayor orgullosos y decididos al principio y al final, así como una sección central que toma un tema de Jacques Offenbach y lo convierte en un ostinato masivo que abruma los temas en do mayor con su brutal banalidad.
Primero se formula el llamado tema de la vida apacible, con flauta y violín; después el tema de la «invasión» (sin subtítulo, sin embargo, de Shostakovich): un brioso y épico ostinato de 22 compases, acompañado de un repetido ritmo en percusión; en alguna ocasión se refirió a este tema como «el tema del mal», repetido doce veces cada vez más fuerte y de forma cada vez más grotesca, culminado con un clímax orquestal similar al del Bolero de Maurice Ravel; tras once variaciones, entra con fuerza el metal cambiando la tonalidad y volviéndose más violento hasta el potente clímax. Reaparece el primer tema lírico transformado en una pesada marcha fúnebre. En la reexposición el segundo tema es transformado en una sombría lamentación. Luego vuelve a repetirse el primer tema de un modo más sereno, recobrando el carácter que tenía al principio. Termina con una serena coda en el registro agudo, que es interrumpida por el siniestro redoble de la caja clara y un recuerdo del tema de la invasión.
El tema de la marcha es una adaptación de un motivo lúdico de la opereta La viuda alegre del compositor austriaco Franz Lehár. Dura unos once minutos y representa al invasor. Más recientemente, algunos estudiosos la han descrito como un símbolo de la destrucción interna de la URSS, señalando que el tema está formado por varios fragmentos de temas populares rusos. Volkov sostiene que el comienzo in medias res de la marcha indica la violencia de la invasión nazi. Flora Litvinova, amiga del compositor, también contó que su trabajo «no solo trata sobre el fascismo, sino también sobre nuestro sistema». Termina abruptamente, barrida por un desolado Adagio de fagot de ambiente fúnebre que de algún modo se opone a la marcha.

### II.Moderato (poco allegretto)
El segundo movimiento, Moderato (poco allegretto), es un scherzo en forma rondó. Es una pieza inquietante de cuerdas pulsadas y estridentes maderas. El tema principal es enigmático y se acompaña de un segundo más lírico, con carácter de danza en su armonía. La sección central, que correspondería al trío, es fuertemente contrastante. Se puede hablar de la influencia de Mahler.

### III.Adagio
El tercer movimiento, Adagio, también responde a la forma rondó. Es una pieza extensa con conmovedoras cuerdas y atrevidos metales. Empieza con unas frases recitativas de tipo coral. La orquesta suena como la imitación de un gran órgano. El debido contraste lo encuentra en episodios en forma de danza lenta, interpretados por la madera. En la parte central el tema principal es acompañado por síncopas de la cuerda en un nuevo recuerdo mahleriano. El punto máximo culmina con gran violencia, como una parodia cruel de los grandilocuentes temas corales. Después de disiparse el coral, se retorna al material inicial, pero de una forma más noble y purificada.

### IV.Allegro non troppo
El cuarto y último movimiento, Allegro non troppo. El Finale vuelve al estilo monumental del movimiento inicial con temas grandiosos y gloriosos que culminan en un interminable clímax en do mayor. Es un movimiento triunfal interrumpido por pasajes siniestros, indicando así la supremacía de la virtud de la resistencia sobre la de la mera victoria. Empieza con calma enlazando con el anterior movimiento con una melodía para el violín. El allegro comienza con la potente energía rítmica de su tema principal; retorna entonces el tranquilo tema inicial y continua una especie de lenta zarabanda de carácter general más introvertido; el desarrollo de este tema nos lleva a una transformación del tema principal. Finalmente, reaparece el tema principal del primer movimiento, acompañado de un clamoroso tutti orquestal de feliz resurrección. La sinfonía termina con una potente coda de modo triunfal.

## Recepción de la obra
Es imposible negar el abrumador impacto que esta sinfonía tuvo en sus oyentes en 1942. 
Tras el estreno estadounidense la obra fue recibida con entusiasmo y representada en repetidas ocasiones. Pero incluso antes de que terminara la guerra, la exaltada posición de la Sinfonía Leningrado había decaído, y los comentaristas occidentales la tachaban de pomposa y prosaica. La interpretación fue grabada y enviada al autor, quien la calificó de trabajo «torpe y chapucero». Sin embargo, fue un gran éxito y tuvo más de mil interpretaciones en los Estados Unidos durante la guerra, transformándose también en Occidente en un símbolo de la lucha del pueblo soviético contra el fascismo. La sinfonía, que pasó de ser una obra patriótica a ser una obra subversiva a partir del supuesto testimonio de Shostakóvich, no se interpretó regularmente en Occidente hasta más tarde.

## Discografía selecta
| Año            | Dirección          | Orquesta                                            | Discográfica | Formato |
| -------------- | ------------------ | --------------------------------------------------- | ------------ | ------- |
| 1953           | Yevgueni Mravinski | Orquesta Filarmónica de Leningrado                  | Melodiya     | LP      |
| 1976           | Kiril Kondrashin   | Orquesta Filarmónica de Moscú                       | Melodiya     | LP      |
| 1979           | Bernard Haitink    | Orquesta Filarmónica de Londres                     | Decca        | LP/CD   |
| 1989           | Leonard Bernstein  | Orquesta Sinfónica de Chicago                       | DG           | CD      |
| 2006 (en vivo) | Mariss Jansons     | Orquesta Real del Concertgebouw                     | RCO Live     | SACD    |
| 2013           | Kurt Masur         | Orquesta Filarmónica de Nueva York                  | Teldec       | CD      |
| 2015           | Emil Tabakov       | Orquesta Sinfónica de la Radio Nacional de Bulgaria | Gega         | CD      |
| 2015           | Vasili Petrenko    | Real Orquesta Filarmónica de Liverpool              | Naxos        | CD      |
| 2015           | Paavo Järvi        | Orquesta Nacional Rusa                              | Pentatone    | CD      |
| 2022           | Gianandrea Noseda  | Orquesta Sinfónica de Londres                       | LSO Live     | CD      |

## En la cultura popular
Esta obra ha servido de inspiración a artistas musicales de diversos géneros para crear sus propias versiones. Tanto las adaptaciones como las interpretaciones de la pieza original han sido incluidas en multitud de bandas sonoras de películas, programas de televisión, videojuegos, etc.

### Inclusión en bandas sonoras
- 2001 – Los niños de Rusia, documental dirigido por Jaime Camino en el que se puede escuchar el primer movimiento de esta sinfonía.
- 2006 – La melancolía de Haruhi Suzumiya, serie de anime japonesa cuya banda sonora incluye el primer movimiento.

## Publicaciones
- Сто пятнадцать минут и одна секунда // "Литературная газета", № 31 от 1 августа 1979 стр.8